# Keryado
Keryado est une ancienne commune française du département du Morbihan. Commune éphémère érigée le 18 avril 1901 par démembrement de la commune de Ploemeur et supprimée en 1947 par rattachement à la commune de Lorient. Keryado constitue aujourd'hui un quartier de Lorient.

## Un quartier de Plœmeur

### Vers la séparation
Keryado a longtemps connu une situation inconfortable. Faisant partie depuis la Révolution française de la commune de Plœmeur, ce quartier a souffert d'une part de son éloignement du centre administratif du bourg et d'autre part de la différence entre les préoccupations de sa population urbaine travaillant sur Lorient et celles de la commune rurale de Plœmeur. Au cours du XIXe siècle, les habitants de Keryado se sont sentis négligés, leurs revendications tant sur les fontaines et lavoirs que sur l'éclairage au gaz restant insatisfaites, ils demandent que Keryado soit érigée en commune.
Or, la doctrine de l'État n'encourage pas la multiplication des petites communes. Examinant le vœu de Keryado au conseil général, le préfet, M. de Rorthays, rappelle que « l'administration supérieure a déclaré à plusieurs reprises qu'elle était résolue à n'autoriser le démembrement de commune qu'autant que les projets de cette nature se justifieront par des nécessités impérieuses ».
En décembre 1896, la demande de séparation est faite par Philippe Francis, conseiller municipal de Plœmeur. En juin 1897, les conseillers municipaux de Keryado, refusent de participer aux séances jusqu'à ce que la question soit débattue. Après une pétition réunissant plusieurs centaines de signatures et une commission d'enquête, le 12 février 1899, le conseil municipal de Plœmeur se déclare à l'unanimité pour la création de la commune de Keryado. Le conseil général y consent, en précisant toutefois qu'« aurait semblé plus naturelles l'annexion à la ville de Lorient ».
En 1891 une mission organisée par des Capucins à Keryado suscita de violentes oppositions, l'adjoint spécial de Keryado (qui faisait alors partie de la commune de Ploemeur), Léonard, s'étant opposé à la sortie de la procession, cette interdiction suscita une vive émotion, fidèles et profanes faillirent en venir aux mains.

## Toponymie
Keryado, en breton Keriadoù (orthographe moderne).
Issu de l'éponyme Saint-Cado qui a donné Keryado par palatalisation du g en y.
Du breton vannetais keriadeu « les villes », qui est composé de breton caer, ker, kear « maison, village, ville » et suffixe collectif -iadou.

## Histoire de la commune de Keryado

### L'indépendance communale
Keryado, ancien village de Ploemeur, acquiert son indépendance le 18 avril 1901,. Le premier conseil municipal se tient le 9 juin 1901 sous la présidence de Pierre Le Breton alors adjoint pour Keryado à la ville de Ploemeur.
Les habitants de Keryado sont appelés Keryadins ou Keryadiens, mais la première appellation semble la plus usitée.
Le tramway Keryado-La Perrière est mis en service le 1er janvier 1901, la paroisse Saint-Joseph est créée le 18 août 1907,, l'école de Keryado en 1908, la Vigilante de Keryado est créée par Louis Le Flahat le 27 août 1908, le service des pompes funèbres le 30 mars 1913, le monument aux morts du cimetière de Keryado est érigé en 1921.

### La Première Guerre mondiale
Le monument aux morts de Keryado porte les noms de 148 soldats morts pour la France pendant la Première Guerre mondiale.
Eugène Albaud, né en 1880 à Keryado, soldat au 115e régiment d'infanterie, fut fusillé pour l'exemple le 14 février 1916 à Chaudefontaine (Marne) pour « voies de fait ».

### L'Entre-deux-guerres
La première église de Keryado, située rue Huet, était surnommée "la cabane". Elle avait été construite en bois au XIXe siècle par les capucins de Lorient et abritait les activités de patronage et un cinéma L'Oasis. Le clocher avait été construit à côté du baraquement. La cabane fut remplacée par l'église Sainte-Thérèse de Keryado, bénie solennellement le 25 octobre 1931. La "cabane" fut détruite pendant la guerre alors que l'église Sainte-Thérèse n'eut pas trop à souffrir.

### La "Vigilante de Keryado"
Créée en 1905, la "Vigilante de Keryado" est au départ une préparation militaire qui disposait de sections de gymnastique, de tir à l'arc ainsi qu'une fanfare. Le club de football est créé en 1932 et rattaché au Foyer laïque de Keryado; le nom complet devient La Vigilante du Foyer Laïque de Keryado. À partir de 1987 ce club organisa un tournoi international "Jeunes" le week-end de la Pentecôte ; ce tournoi a disparu lorsque le gouvernement Jean-Pierre Raffarin décida la suppression du jour férié du Lundi de Pentecôte en 2002.

### La Seconde Guerre mondiale

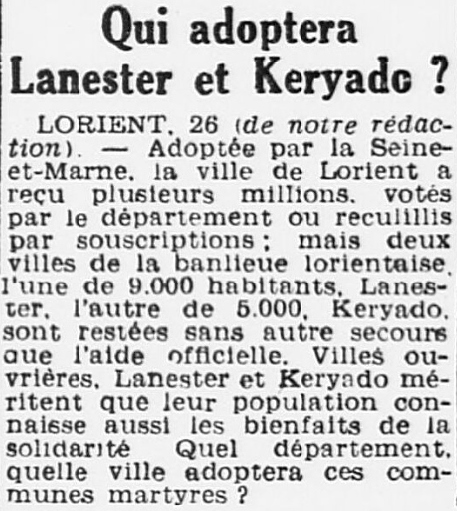
Article publié dans le journal L'Ouest-Éclair du 27 mars 1944 évoquant la détresse des villes de Lanester et Keryado en raison des destructions survenues pendant la Seconde Guerre mondiale.

En décembre 1944, la mairie se replie à Plouay.
Le monument aux morts de Keryado porte les noms de 45 personnes mortes pour la France pendant la Seconde Guerre mondiale.
Les baraques de Keryado : lors de la reconstruction de Lorient, 100 baraques ont été construites à Keryado, 84 sont situées dans la cité qui prend le nom de cité Jean Le Maux et 16 sont situées à la place de la Liberté.

### Les maires de Keryado
| Période                                  | Période        | Identité              | Étiquette                   | Qualité |
| ---------------------------------------- | -------------- | --------------------- | --------------------------- | ------- |
| juin 1901                                | juin 1910      | Pierre Le Breton      | ...                         | ...     |
| juin 1910                                | décembre 1916  | Jean Stéphant/Stéphan | ...                         | ...     |
| décembre 1916                            | juin 1923      | Jean-Marie Toulliou   | ...                         | ...     |
| juin 1923                                | janvier 1927   | Pierre Philippe       | ...                         | ...     |
| mars 1927                                | mai 1935       | Jean Hémon            | radical (républicain)       | ...     |
| mai 1935                                 | décembre 1940  | Jean Le Maux          | SFIO                        | ...     |
| décembre 1940                            | mars 1941      | Jean Bréchard         | nommé par le gouv. de Vichy | ...     |
| avril 1941                               | mai 1942       | Léon Jacques          | nommé par le gouv. de Vichy | ...     |
| mai 1942                                 | mai 1945       | François Even         | nommé par le gouv. de Vichy | ...     |
| mai 1945                                 | avril 1946     | Jean Le Maux          | SFIO                        | ...     |
| avril 1946                               | mai 1946       | Louis Lancelot        | ...                         | ...     |
| mai 1946                                 | septembre 1947 | Jean Penquer          | ...                         | ...     |
| Les données manquantes sont à compléter. |                |                       |                             |         |

Pierre Le Breton (22 août 1842 - 23 juin 1918) adjoint de Keryado au conseil municipal de Ploemeur depuis 1896. Lors des premières élections municipales, Le Breton obtient 716 voix face à Pouliquen qui en obtient 706. Il devient le 1er maire de la commune de Keryado le 16 juin 1901 (ou le 20). Le conseil municipal démissionne le 29 août 1905. Pierre Le Breton est réélu le 14 novembre 1906 et à nouveau le 26 mai 1908. Le conseil démissionne à nouveau le 24 mai 1910 car le département voulait que la réfection de la grande route de Quimper soit prise en charge par la commune. Une rue de Lorient porte son nom, la rue Pierre Le Breton.
Jean (ou Jean-Joseph) Stéphant ou Stéphan (25 mai 1859 - 27 décembre 1916). Il est réélu le 4 mai 1912, décède avant la fin de son mandat.
Jean-Marie (ou Jean) Toulliou, (23 février 1862 - 16 mai 1924), agent technique de la marine en retraite, réélu en 1919.
Pierre Philippe (22 mai 1862 - 22 janvier 1927), retraité de la marine, directeur de la compagnie l'Ozone, conseiller municipal depuis le 16 mai 1912. Il est élu le 17 juin 1924.
Jean Hémon (26 avril 1877 - 6 décembre 1950) est officier des équipages de la flotte en retraite. Il est réélu maire le 23 mai 1929 (ou le 23 mai 1928). Il est réélu président du conseil d'arrondissement de Lorient le 1er août 1932.
Jean Le Maux (14 février 1892 - 23 avril 1946) est le fils d'un jardinier engagé dans la marine nationale. Il entre en politique en 1934. Il est élu maire le 19 mai 1935. En décembre 1940, comme d’autres maires socialistes, il est « démissionné » d’office par le gouvernement Pétain. Il entre dans la Résistance en 1942. En mai 45, il retrouve son poste de maire mais décède un an plus tard en avril 1946. Au cours de ses mandats, il a profondément œuvré pour la commune : amélioration de l’alimentation en eau potable, création du Foyer Laïc de Keryado (FLK), des terrains de sport et tribunes, création du marché sur la place de la Liberté. Un premier hommage lui a été rendu avec la dénomination de la Cité Jean Le Maux en 1948 : elle regroupait 84 baraques sur les 3 500 attribuées à la ville de Lorient, et réparties sur son territoire et les communes voisines. En souvenir de cette époque et de cet illustre personnage de la vie lorientaise, le rond-point du Plénéno prend le nom de rond-point de la Cité Jean Le Maux en mars 2009. Un boulevard de Lorient porte également son nom, le boulevard Jean Le Maux.
Louis Lancelot (18 mai 1901 - 25 février 1959).
Jean Penquer, dernier maire de Keryado, il deviendra (voir ci-après), maire adjoint spécial de Keryado pendant plus de 10 ans.

### Le rattachement à Lorient
Débattu depuis 1927 et officiellement demandé à Emmanuel Svob, maire de Lorient, depuis 1935, le rattachement à Lorient est acquis à l'unanimité par un vote au conseil municipal de Keryado le 14 avril 1946. Il est effectif le 1er octobre 1947.

### La rue de Belgique
La rue de Belgique est située dans l'actuel quartier de Keryado. Elle s'étire de la rue Paul Guieysse à la rue de Ploemeur et se prolonge ensuite par la rue du colonel Muller. À l'origine cette rue faisait partie de la commune de Keryado. Keryado s'est en effet développé le long de l'ancien "Grand Chemin de Quimperley". Elle s'est ensuite appelée "Route d'Audierne à Nantes au XIXe siècle puis Route impériale n°165 car elle vit passer Napoléon III et l'impératrice Eugénie en août 1858 lors de leur périple en Bretagne.
Elle prit ensuite le nom de Route de Brest et enfin rue de Belgique vers 1921. Le conseil municipal de Keryado a en effet décidé de baptiser cette rue en hommage au lourd tribut subi par la Belgique lors des combats de la Première Guerre mondiale.

### La chapelle Saint-Armel
Construite au XVIIe siècle et détruite le 16 janvier 1943 par une bombe incendiaire. Son emplacement serait l'angle de la rue Ferdinand Piriou avec la rue Marie Lefranc.

## Les quartiers de Keryado
La commune de Keryado était divisée en sous quartiers. Ces quartiers sont : Kerlétu, Kerulvé, Saint-Armel, Saint-Maudé, Saint-Mathurin et le Rouho.

### Les adjoints au maire spéciaux
De 1947 à 1983, Keryado avait un adjoint spécial, représentant du quartier auprès de la municipalité de Lorient et l'on pouvait se marier à la mairie annexe qui disposait des documents d'état civil.
| Période                                  | Période       | Identité        | Étiquette | Qualité |
| ---------------------------------------- | ------------- | --------------- | --------- | ------- |
| novembre 1947                            | décembre 1951 | Jean Penquer    | ...       | ...     |
| décembre 1951                            | mai 1953      | Louis Lancelot  | ...       | ...     |
| mai 1953                                 | mars 1959     | Jean Penquer    | ...       | ...     |
| mars 1959                                | mars 1965     | Roger de Vitton | ...       | ...     |
| mars 1965                                | mars 1966     | Jean Penquer    | ...       | ...     |
| mars 1966                                | mars 1976     | Jules Le Flohic | ...       | ...     |
| mars 1976                                | 1983          | Léon Le Gal     | ...       | ...     |
| Les données manquantes sont à compléter. |               |                 |           |         |

## Personnalités de Keryado
- Pierre Le Breton, adjoint au maire de Ploemeur de 1896 à 1901, 1er maire de Keryado de juin 1901 à juin 1910 (voir ci-dessus).
- Henri Gouzien (né en 1889 à Keryado), sculpteur, auteur de plusieurs monuments aux morts en Bretagne.
- Jean Le Maux, maire de Keryado de mai 1935 à décembre 1940 et de mai 1945 à avril 1946 (voir ci-dessus).
- Roger de Vitton, né à Keryado, adjoint au maire spécial de Keryado, député du Morbihan de 1968 à 1973.
- Le colonel Robert Roussillat (1919-1991), un des premiers chefs du Service Action du SDECE.
- L'ancien milieu de terrain et directeur sportif du FC Lorient, Christophe Le Roux, a grandi à Keryado.
- Enzo Le Fée, milieu de terrain du FC Lorient, a débuté le football au sein de la VFL Keryado.

### Sources et bibliographie
- Yves Banallec et Alain Terras, « Le démembrement de la grande paroisse », Les cahiers du pays de Plœmeur, no 8,‎ décembre 1998, p. 5-11 (ISSN 1157-2574).
- Patricia Drénou, Catherine Guyon et Jean-François Noblet, De la maison commune à l'hôtel de ville : l'hôtel de ville de A à Z, Lorient, Ville de Lorient (Archives municipales), septembre 2004, 31 p. (ISBN 2-9507474-3-4, lire en ligne).
- Armand Guillemot et Lucien Le Pallec, Lorient de ma jeunesse, Brest, Éd. Le Télégramme, coll. « Du passé au présent », 2001, 96 p. (ISBN 978-2-914552-30-1).
- André Leclère, Lucette Leclère et Gisèle Bardoul, Les cartes postales anciennes nous parlent de Lorient, vol. 9 : Keryado - Lanveur, Lorient, Éd. à compte d'auteur, 2007, 120 p. (ISBN 978-2-9521945-1-8).

 : document utilisé comme source pour la rédaction de cet article.